# Tiệc trà

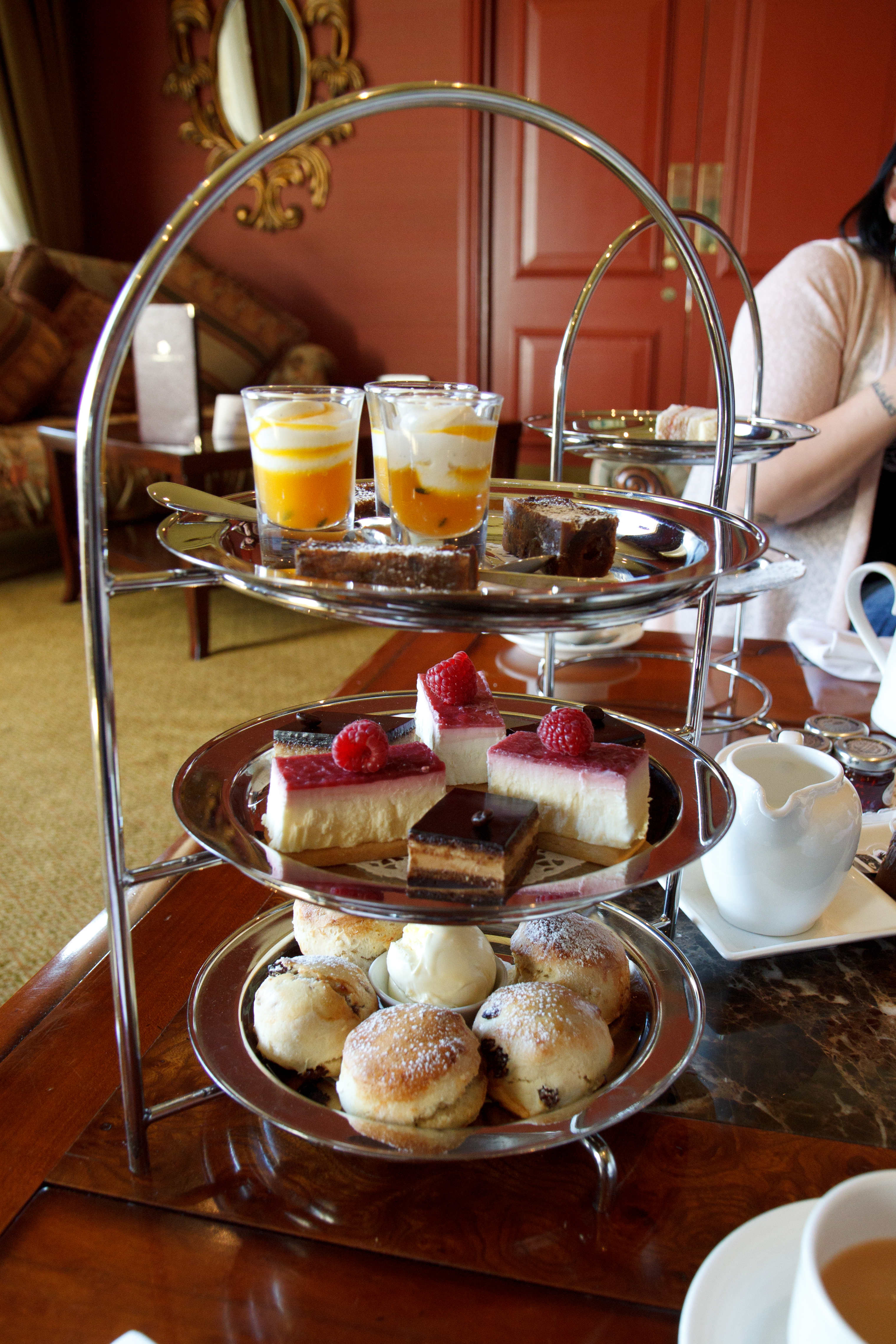
Một bữa tiệc trà chiều ở khách sạn

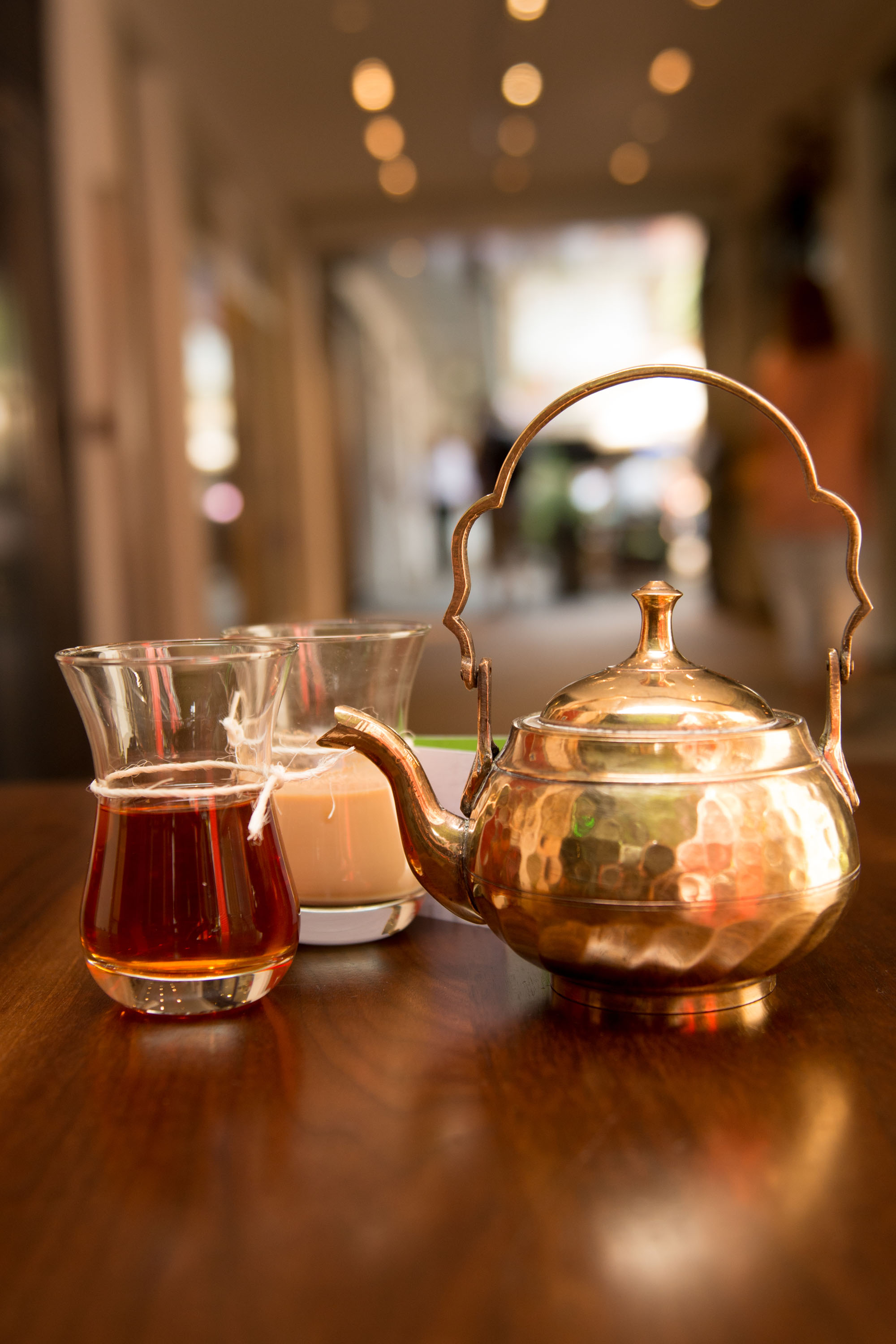
Trà chiều

Tiệc trà (Tea party hay Tea meal) là một bữa tiệc sự kiện hội họp được tổ chức vào buổi chiều bắt nguồn từ truyền thống thượng lưu Anh quốc. Tiệc trà được coi là dành cho các cuộc họp kinh doanh trọng thể, lễ kỷ niệm xã hội trang trọng hoặc chỉ như là một bữa ăn nhẹ vào buổi chiều. Ban đầu, trong một bữa tiệc trà thì món trà lá được phục vụ để trong ấm trà cùng với sữa và đường. Nhiều loại thức ăn như bánh mì, bánh nướng, bánh ngọt và bánh quy được phục vụ cùng với trà theo cách xếp tầng. Thức ăn phục vụ trong tiệc trà tùy theo mùa. Mọi người thường dùng thức ăn khô vào mùa đông và sẽ dùng trái cây và quả mọng vào mùa hè và mùa xuân. 
Các bữa tiệc trà trang trọng thường nó nét đặc trưng với các dụng cụ sang trọng như đồ sứ, đồ bạc. Bàn tiệc có thể được phủ khăn ăn và cốc và đĩa được bài trí. Tiệc trà kiểu Anh là một văn hóa thưởng trà truyền thống của nước Anh. Thường thì người Anh dành một khoảng thời gian vào buổi chiều để thưởng thức những tách trà nóng cùng bánh ngọt. Tiệc trà kiểu Anh thường nặng về hình thức và kèm theo là một thực đơn gồm các loại bánh đắt tiền chứng tỏ sự cao sang, quý tộc và thịnh soạn gọi là trà bá tước. Nữ vương Victoria được cho là đã từng mua đồ thịnh soạn cho bữa tiệc trà tại Cung điện Buckingham. Theo truyền thống, những người hầu ở bên ngoài phòng cho đến khi được gọi vào.
Trong quá khứ, tiệc trà chiều được tổ chức thường xuyên. Trong khi đó, các bữa tiệc trà hiện nay đang trở thành các sự kiện tụ tập xã hội trong các nhà hàng tiệc trà cao cấp. Tiệc trà là bữa ăn nhẹ với các loại bánh ngọt, trái cây, nước uống giúp thực khách thoải mái khi tham gia vào các sự kiện, hội nghị. Thông thường tiệc trà diễn ra vào giữa buổi tiệc nhưng cũng có những sự kiện thì tiệc này được tổ chức đầu hoặc cuối. Tiệc trà có thời gian tổ chức khoảng 30 đến 45 phút và thường được tổ chức ở hình thức tiệc đứng (buffet) đứng để tạo không gian thoải mái, linh động. Thực đơn tiệc trà nhẹ có sự góp mặt của các loại bánh ngọt teabreak đa dạng kết hợp với các hương vị tự nhiên của thức uống ấm nóng, thêm vào đó là trái cây tươi đã được cắt gọt sẵn. Tiệc trà thường được tổ chức với mục đích như khai trương cửa hàng, khai mạc các sự kiện hội nghị quan trọng hay các chương trình có giờ nghỉ giải lao giữa giờ.